# Capi di governo di Saint Kitts e Nevis
Questo è l'elenco dei capi di governo di Saint Kitts e Nevis dall'istituzione della carica di Chief Minister nel 1960 ad oggi.

## Chief Minister di Saint Kitts e Nevis (1960-1967)
| # | Ritratto | Nome                      | Mandato         | Mandato          | Elezione | Partito | Monarca       |
| # | Ritratto | Nome                      | Inizio          | Fine             | Elezione | Partito | Monarca       |
| - | -------- | ------------------------- | --------------- | ---------------- | -------- | ------- | ------------- |
| 1 |          | Paul Southwell            | 1º gennaio 1960 | luglio 1966      | 1961     | SKNLP   | Elisabetta II |
| 2 |          | Robert Llewellyn Bradshaw | luglio 1966     | 27 febbraio 1967 | 1966     | SKNLP   | Elisabetta II |

## Premier di Saint Kitts e Nevis (1967-1983)
| # | Ritratto | Nome                      | Mandato          | Mandato           | Elezione   | Partito | Monarca       |
| # | Ritratto | Nome                      | Inizio           | Fine              | Elezione   | Partito | Monarca       |
| - | -------- | ------------------------- | ---------------- | ----------------- | ---------- | ------- | ------------- |
| 1 |          | Robert Llewellyn Bradshaw | 27 febbraio 1967 | 23 maggio 1978    | 1971, 1975 | SKNLP   | Elisabetta II |
| 2 |          | Paul Southwell            | 23 maggio 1978   | 18 maggio 1979    | –          | SKNLP   | Elisabetta II |
| 3 |          | Lee Moore                 | 20 maggio 1979   | 21 febbraio 1980  | –          | SKNLP   | Elisabetta II |
| 4 |          | Kennedy Simmonds          | 21 febbraio 1980 | 19 settembre 1983 | 1980       | PAM     | Elisabetta II |

## Primi ministri di Saint Kitts e Nevis (1983-oggi)
| # | Ritratto | Nome             | Mandato           | Mandato          | Elezione               | Partito | Monarca       |
| # | Ritratto | Nome             | Inizio            | Fine             | Elezione               | Partito | Monarca       |
| - | -------- | ---------------- | ----------------- | ---------------- | ---------------------- | ------- | ------------- |
| 1 |          | Kennedy Simmonds | 19 settembre 1983 | 7 luglio 1995    | 1984, 1989, 1993       | PAM     | Elisabetta II |
| 2 |          | Denzil Douglas   | 7 luglio 1995     | 18 febbraio 2015 | 1995, 2000, 2004, 2010 | SKNLP   | Elisabetta II |
| 3 |          | Timothy Harris   | 18 febbraio 2015  | 6 agosto 2022    | 2015, 2020             | PLP     | Elisabetta II |
| 4 |          | Terrance Drew    | 6 agosto 2022     | in carica        | 2022                   | SKNLP   | Elisabetta II |